# Euphorbia analamerae
Euphorbia analamerae es una especie fanerógama perteneciente a la familia Euphorbiaceae. Es originaria de   Madagascar.

## Taxonomía
Euphorbia analamerae fue descrita por Jacques Désiré Leandri y publicado en Notulae Systematicae. Herbier du Museum de Paris 12: 77. 1945.
Etimología
Euphorbia: nombre genérico que deriva del médico griego del rey Juba II de Mauritania (52 a 50 a. C. - 23), Euphorbus, en su honor – o en alusión a su gran vientre –  ya que usaba médicamente Euphorbia resinifera. En 1753 Carlos Linneo asignó el nombre a todo el género.
analamerae: epíteto